# Mormopterus
Mormopterus es un género de murciélagos que pertenecen a la familia Molossidae. Agrupa a 18 especies nativas de América del Sur, África subsahariana, Sondalandia, Wallacea y Australasia.

## Especies
Se reconocen las siguientes especies:
- Mormopterus acetabulosus (Hermann, 1804)
- Mormopterus beccarii Peters, 1881
- Mormopterus cobourgianus (Johnson, 1959)
- Mormopterus doriae Andersen, 1907
- Mormopterus eleryi Reardon & McKenzie, 2008
- Mormopterus francoismoutoui Goodman, van Vuunen, Ratrimomanarivo, Probst & Bowie, 2008
- Mormopterus halli Reardon, McKenzie & Adams, 2014
- Mormopterus jugularis (Peters, 1865)
- Mormopterus kalinowskii (Thomas, 1893)
- Mormopterus kitcheneri McKenzie, Reardon & Adams, 2014
- Mormopterus loriae (Thomas, 1897)
- Mormopterus lumsdenae Reardon, McKenzie & Adams, 2014
- Mormopterus minutus (Miller, 1899)
- Mormopterus norfolkensis (J. E. Gray, 1840)
- Mormopterus petersi (Leche, 1884)
- Mormopterus phrudus (Handley, 1956)
- Mormopterus planiceps (Peters, 1866)
- Mormopterus ridei (Felten, 1964)